# Académie de Saintonge
L'Académie de Saintonge, est une société savante des départements de Charente-Maritime et Charente dans le domaine des sciences, des lettres et des arts.

## Fonctions
L'Académie de Saintonge réunit 25 membres choisis par cooptation au sein des personnalités intellectuelles et artistiques des départements de Charente-Maritime et Charente.
Chaque année au mois d'octobre, l'Académie se réunit pour établir un palmarès et décerne des prix et médailles aux nouveaux talents régionaux dans les domaines des lettres, des arts, du patrimoine et de l'identité locale.
L'Académie fonctionne grâce aux subventions accordées par le conseil départemental de la Charente-Maritime. Les prix sont eux financés par divers organismes publics comme la ville de Saintes ou des personnalités privées.

## Historique
Le 9 mars 1957, le chanoine Paul Tonnellier crée l'Académie de Saintonge à la suite du legs de l'ancien pharmacien, Léon Grelaud. Elle s'officialise lors d'une séance publique du 21 juillet 1957 dans une salle du conseil municipal de Saintes. Parmi les dix membres fondateurs, cinq sont saintais 
L'écrivain Pierre-Henri Simon en est membre fondateur puis directeur (il y occupa le 6e siège), avant d'être élu à l'Académie française en 1966.

## Personnalités de l'Académie de Saintonge

### Directeurs
- 1957 : Paul Tonnellier
- 1959 : Jean Sorillet
- 1961 : Pierre Martin-Civat
- 1963 : François de Chasseloup-Laubat
- 1965 : Odette Comandon
- 1967 : Pierre-Henri Simon
- 1972 : Jean Sorillet
- 1974 : René Mesnard
- 1982 : Jean Glénisson
- 1992 : Madeleine Chapsal
- 1996 : François Julien-Labruyère
- 2007 : Marie-Dominique Montel

### Membres
- Remi Avit[3], né en 1906 à La Rochelle et mort en 1987 à Royan, journaliste et peintre ;
- Pierre Ayraud dit Thomas Narcejac (1908-1998), auteur de romans policiers ;
- Jacques Brejon de Lavergnée (1911-1993), professeur de droit.
- Hélie de Brémond d'Ars-Migré (1900 Saintes - 1961 Paris), promoteur de l'identité saintongeaise ;
- Marie de Butlar (1914 Saintes - 1988 Saintes), poétesse ;
- Robert Chamboulan (1903-1959), écrivain et résistant ;
- François de Chasseloup-Laubat (1904- 1968), historien régional ;
- Odette Comandon (1913-1996), actrice et conteuse ;
- Charles Connoue (1886 Saint-Julien-de-l'Escap - 1969 Saintes), érudit des églises de Saintonge ;
- Jacques Dassié (1928- ). Il occupe le siège n°4 de 1999 à 2016 pour son travail d'archéologie aérienne en Poitou-Charentes. Le siège est ensuite occupé par Jean-François Girard, professeur de médecine. Jacques Dassié reste académicien honoraire ;
- Jean Duché (1915-2000), journaliste ;
- Jean-François Girard (1944- ), professeur de médecine.
- René Guillot (1900-1969), auteur de livres d'aventure pour la jeunesse ;
- Jean-Louis Lucet[4] (1933- ), diplomate ;
- Henri Marchat (1893 Saint-Jean-d'Angély - 1991 Paris), diplomate, biographe ;
- Louis Maurin (1935- ), historien de l'antiquité et archéologue ;
- Alain Quella-Villéger (1955 Rochefort-), historien, écrivain ;
- Robert Rivaud (1904 Saintes - 1985 Saintes), historien local ;
- Julien Salaun (1905 Lorient - 1997 Larmor-Plage), aumônier principal de la première armée du général de Lattre ;
- Pierre-Henri Simon de l'Académie française (1903-1972), écrivain ;
- Louis Suire (1899-1987) à Lagord, artiste peintre ;
- Roger Bonniot (1908-2001), historien.